# أبو بكر سالم (ممثل)
أبو بكر سالم (بالإنجليزية: Abubakar Salim؛ مواليد 7 يناير 1993) هو ممثل بريطاني. لعمله في أساسنز كريد أوريجنز، تم ترشيحه لجائزة ألعاب الأكاديمية البريطانية وحصل على جائزة بافتا بريك ثرو بريت. يُعرف على شاشة التلفزيون بأدواره في سلسلة سكاي وان جيمستاون (2018–2019) وسلسلة أتش بي أو ماكس ربته الذئاب (2020–2022).

## النشأة والتعليم
ولد أبو بكر في ويلوين جاردن سيتي، هارتفوردشير، وهو بريطاني من الجيل الأول من أصل كيني. كان والده مهندس برمجيات في شركة زيروكس، وكانت والدته مقدمة رعاية. بدأ حياته المهنية في التمثيل في سن 16 عامًا عندما انضم إلى المسرح الوطني للشباب بعد الاختبار الأول له. حصل بعد ذلك على منحة للدراسة في أكاديمية لندن للموسيقى والفنون المسرحية، وتخرج عام 2014 بدرجة بكالوريوس الآداب في التمثيل.

## مسيرته
ظهر أبو بكر لأول مرة على المسرح الاحترافي في دور أوزريك في أمير الدنمارك في المسرح الملكي الوطني في عام 2010. وتبع ذلك في عام 2011 ظهوره التلفزيوني لأول مرة في الحلقة الثانية من المسلسل القانوني لآي تي في هيئة المحلفين.
بعد تخرجه من المسرح الوطني للشباب في عام 2014، لعب أبو بكر أدوارًا صغيرة في مسلسل فوكس المحدود 24: عش يوم آخر والدراما الكوميدية كنال+ الناصعة. عاد إلى المسرح في عام 2015 بأدوار في فيلم الشعور بالنهاية في المسرح503 وتيدي فيرارا في دونمار ويرهاوس. في عام 2016، ذهب في جولة في حكاية الشتاء وظهر في متاهة في مسرح هامبستيد.
قام أبو بكر بالأداء الصوتي لبطل لعبة الفيديو أساسنز كريد أوريجنز لعام 2017، والتي حصل على ترشيح لجوائز الأكاديمية البريطانية لألعاب الفيديو. أبو بكر هو أيضًا المؤسس والرئيس التنفيذي لشركة ألعاب المطر الفضي. وصف أبو بكر نفسه بأنه معجب بألعاب الفيديو، وأشار إلى أن عمله في أوريجنز منحه رؤية أفضل لعملية تطوير ألعاب الفيديو، مما ألهمه في النهاية لمتابعة مهنة في تطوير ألعاب الفيديو وإنشاء الاستوديو الخاص به.
في عام 2018، حصل أبو بكر على أول دور تلفزيوني رئيسي له عندما انضم إلى فريق عمل الدراما التاريخية سكاي وان جيمستاون في مسلسله الثاني باسم بيدرو. كما ظهر في دراما بي بي سي الأولى المخبر والمسلسل الثالث فورتيتيود. من عام 2020 إلى عام 2022، لعب أبو بكر دور الأب في مسلسل الخيال العلمي الذي أنتجته إتش بي أو ماكس بعنوان ربته الذئاب.
في أبريل 2023، تم الإعلان عن اختيار سالم لدور ألين هال في الموسم الثاني من آل التنين.

## فيلموغرافيا

### التلفزيون والسينما
| العام     | العنوان                                    | الدور              | الملاحظات                      |
| --------- | ------------------------------------------ | ------------------ | ------------------------------ |
| 2011      | هيئة المحلفين                              | صدام               | حلقة واحدة                     |
| 2014      | 24: عش يوم آخر                             | عميل الخدمة السرية | 3 حلقات                        |
| 2015      | الناصعة                                    | تشارلي             | حلقتين                         |
| 2016      | أجاثا الزبيب                               | جونا ماكجليفري     | حلقة: «البستاني المحفوظ بوعاء» |
| 2016      | المرآة السوداء                             | حارس               | حلقة: «نوزدايف»                |
| 2017      | سترايك                                     | جونا أجيمان        | حلقة: «نداء الوقواق: الجزء 3»  |
| 2018      | توماس والأصدقاء: عالم كبير! مغامرات كبيرة! | كواكو / متنوع      | الدور الصوتي                   |
| 2018–2019 | جيمستاون                                   | بيدرو              | 16 حلقة                        |
| 2018      | المخبر                                     | يوسف حسن           | 3 حلقات                        |
| 2018      | فورتيتيود                                  | بويد مولفيهيل      | 3 حلقات                        |
| 2020–2022 | ربته الذئاب                                | أب                 | 18 حلقة                        |
| 2023      | أسطورة فوكس موكينا                         | زانرور             | الدور الصوتي، 4 حلقات          |
| 2024      | آل التنين                                  | ألين هال           | حلقتين                         |

### ألعاب الفيديو
| العام | العنوان                              | الدور        | الملاحظات         |
| ----- | ------------------------------------ | ------------ | ----------------- |
| 2017  | أساسنز كريد أوريجنز                  | بايك السيوي  | [ 10 ]            |
| 2018  | عالم علب: معركة أزيروث               | روكان        |                   |
| 2019  | مؤامرة برادويل                       | المرشد       |                   |
| 2020  | أساسنز كريد فالهالا                  | بايك سيوة    |                   |
| 2022  | ديابلو الخالد                        |              |                   |
| 2022  | سجلات زينوبليد 3                     | آخر          | النسخة الإنجليزية |
| 2022  | ديوفيلد كرونيكل                      | شابلمان      |                   |
| 2022  | عالم علب: دراجون فلايت               | روكان        |                   |
| 2023  | ديابلو 4                             | أصوات إضافية |                   |
| 2023  | الآلهة الضالة: لعب الأدوار الموسيقية | إيروس        | [ 16 ]            |

## المسرحيات
| العام | العنوان         | الدور          | الملاحظات                  |
| ----- | --------------- | -------------- | -------------------------- |
| 2010  | أمير الدنمارك   | أوزريك         | المسرح الملكي الوطني، لندن |
| 2015  | الشعور بالنهاية | بول            | المسرح503، لندن            |
| 2015  | تيدي فيرارا     | ضابط شرطة      | دونمار ويرهاوس، لندن       |
| 2016  | حكاية الشتاء    | كاميلو         | جولة                       |
| 2016  | متاهة           | ترينت / خافيير | مسرح هامبستيد، لندن        |

## وصلات خارجية
- أبو بكر سالم على موقع IMDb (الإنجليزية)
- أبو بكر سالم على موقع ميوزك برينز (الإنجليزية)
- أبو بكر سالم على موقع قاعدة بيانات الفيلم (الإنجليزية)
- أبو بكر سالم في قاعدة بيانات الأفلام على الإنترنت
- Abubakar Salim على Spotlight
- Abubakar Salim على تي في غايد